# Siergiej Wasiljew
Siergiej Dmitrijewicz Wasiljew, ros. Сергей Дмитриевич Васильев (ur. 22 października?/4 listopada 1900 w Moskwie, zm. 16 grudnia 1959 tamże) – radziecki reżyser i scenarzysta filmowy. Tworzył głównie epickie filmy o tematyce wojennej i rewolucyjnej.

## Życiorys
Od 1915 walczył na froncie I wojny światowej, później w wojnie domowej w Rosji. W 1924 ukończył studia na wydziale aktorskim i reżyserskim Leningradzkiego Instytutu Sztuki Ekranowej, po czym został montażystą studia filmowego Siewzapkino w Leningradzie, a od 1928 był reżyserem studia filmowego Lenfilm. W latach 1928–1943 współreżyserował kilka filmów razem z Gieorgijem Wasiljewem (ich reżyserski tandem mylnie znany był jako "bracia Wasiljew" -  w rzeczywistości nie byli spokrewnieni). Największym sukcesem dwojga reżyserów był epicki dramat o czasach rewolucji Czapajew (1934). Film zapoczątkował modę w kinie radzieckim na dramaty biograficzne.
Jako samodzielny twórca filmowy Wasiljew został laureatem nagrody za reżyserię na 8. MFF w Cannes za film historyczny Bohaterowie Szipki (1955). Zasiadał również w jury konkursu głównego na 9. (1956) i 12. MFF w Cannes (1959) oraz na 19. MFF w Wenecji (1958). W 1940 otrzymał tytuł Zasłużonego Działacza Sztuk RFSRR, a w 1948 tytuł Ludowego Artysty ZSRR. Został pochowany na Cmentarzu Nowodziewiczym wraz z bratem.

## Nagrody i odznaczenia
- Order Lenina (dwukrotnie, 1935 i 1950)
- Order Czerwonego Sztandaru Pracy (1945)
- Order Czerwonej Gwiazdy (1944)
- Nagroda Stalinowska I stopnia (dwukrotnie, 1941 i 1942; za filmy Czapajew i Obrona Carycyna)
- Medal 250-lecia Leningradu
- Medal „Za ofiarną pracę w Wielkiej Wojnie Ojczyźnianej 1941–1945”